# Club Voleibol Torrelavega
Il Club Voleibol Torrelavega è una società di pallavolo femminile spagnola con sede a Torrelavega. Milita in Superliga 2.

## Storia
Il Club Voleibol Torrelavega nasce nel maggio del 1966. Nel 1975 debutta nella Liga e dopo poche stagioni diventa un club di vertice in campionato: dopo i secondi posti del 1977 e del 1978, il club vince il campionato nella stagione 1978-79, per poi classificarsi nuovamente al secondo posto un anno dopo. Sempre nello stesso periodo si aggiudica due edizioni della Coppa della Regina. Dopo oltre venti stagioni segnati da scarsi risultati, nel 1999 il club è costretto a rinunciare alla partecipazione alla Superliga a causa di problemi economici.
Nella stagione 2010-11 il club torna a giocare nella massima serie, dove rimane per due annate, finché nuovi problemi economici lo portano a rinunciare ancora una volta all'iscrizione al massimo campionato iberico e a ripartire dalla Superliga 2, categoria in cui milita dal 2012. Nel 2016 la squadra si aggiudica la Coppa della Principessa.

## Rosa 2010-2011
| N° | Nome              | Ruolo | Data di nascita  | Nazionalità sportiva |
| -- | ----------------- | ----- | ---------------- | -------------------- |
| 1  | María Segovia     | O     | 22 ottobre 1992  | Spagna               |
| 3  | Ana González      | C     | 25 gennaio 1989  | Spagna               |
| 4  | Carla Dias        | C     | 30 maggio 1987   | Brasile              |
| 5  | Cira Domínguez    | L     | 16 luglio 1989   | Spagna               |
| 6  | Juliana Ribeiro   | S     | 24 ottobre 1981  | Brasile              |
| 7  | Aroa Sánchez      | C     | 14 aprile 1989   | Spagna               |
| 8  | Alba Salazar      | L     | 6 novembre 1992  | Spagna               |
| 10 | Cosiri Rodríguez  | S/O   | 30 agosto 1977   | Rep. Dominicana      |
| 11 | Cristina Sanz     | P     | 13 novembre 1991 | Spagna               |
| 13 | Nadia Garay       | P     | 3 gennaio 1988   | Argentina            |
| 14 | Noelia Sánchez    | S     | 15 febbraio 1982 | Spagna               |
| 15 | Paula del Olmo    | C     | 25 giugno 1994   | Spagna               |
| 17 | Benigna Fernández | S     | 1º febbraio 1981 | Spagna               |

## Palmarès
- Campionato spagnolo: 1

1978-79
- Coppa della Regina: 2

1978-79, 1979-80